# 梅里斯达斡尔族区
梅里斯达斡尔族区是黑龙江省齐齐哈尔市下辖的一个市辖区。不属于民族自治地方。

## 行政区划
梅里斯达斡尔族区下辖1个街道办事处、4镇、1个民族镇、1个民族乡、1个农场：
梅里斯街道、雅尔塞镇、卧牛吐达斡尔族镇、达呼店镇、共和镇、梅里斯镇、莽格吐达斡尔族乡和哈拉海农场。

## 人口
根據第七次人口普查數據，截至2020年11月1日零時，梅里斯達斡爾族區常住人口為125399人。

## 交通
- 301国道过境。

## 特产
梅里斯洋葱：中国地理标志产品。